# Secretaria del Programa ambiental Regional del Pacífico
La Secretaría del Programa Ambiental Regional del Pacífico ( SPREP ) es una organización intergubernamental que tiene su sede en la ciudad de Apia, Samoa, que cuenta actualmente con 90 funcionarios de su personal activo. La función de esta organización, es asumir la responsabilidad a través de los gobiernos y administradores de la región del Pacífico, con el motivo de garantizar la protección del medio ambiente y el desarrollo sostenible de los recursos naturales. La organización también promueve activamente la comprensión sobre la conexión entre los países miembros, entre ellas las áreas insulares del Pacífico en un impacto de sustento. Este organismo internacional fue establecida en 1982. El Programa Ambiental Regional del Pacífico Sur, ha sido cambiada por la palabra "Sur" por "Secretaria" en 2004 a los miembros del norte del ecuador. El nombre equivalente en francés es Programme régional océanien de l'environnement (PROE).

### Estados miembros
- Australia
- Estados Unidos
- Fiyi
- Francia
- Guam
- Islas Cook
- Islas Marianas del Norte
- Islas Marshall
- Islas Salomón
- Kiribati
- Nauru
- Niue
- Nueva Caledonia
- Nueva Zelanda
- Palaos
- Papúa Nueva Guinea
- Polinesia Francesa
- Samoa
- Tonga
- Tuvalu
- Vanuatu